# Neosisyphus macrorubrus
Neosisyphus macrorubrus är en skalbaggsart som beskrevs av Paschalidis 1974. Neosisyphus macrorubrus ingår i släktet Neosisyphus och familjen bladhorningar. Inga underarter finns listade i Catalogue of Life.